# Udea stellata
Udea stellata is een vlinder uit de familie van de grasmotten (Crambidae). De wetenschappelijke naam van deze soort is voor het eerst voorgesteld als Melanomecyna stellata door Arthur Gardiner Butler in een publicatie uit 1883.
De soort komt voor in Hawaï.